# マックス・エマヌエル・イン・バイエルン (1937-)
マックス・エマヌエル・ルートヴィヒ・マリア・ヘルツォーク・イン・バイエルン（Max Emanuel Ludwig Maria Herzog in Bayern, 1937年1月21日 - ）は、ドイツ・バイエルンの旧統治者ヴィッテルスバッハ家の一員。バイエルン公爵家（Herzog in Bayern）の当主。現在のバイエルン王家家長フランツの実弟で、その推定相続人である。

## 経歴
バイエルン王家家長アルブレヒトと、その最初の妻でクロアチア貴族のマリア・ドラシュコヴィチ・フォン・トラコシチャン伯爵夫人（1904年 - 1969年）の間の次男としてミュンヘンに生まれた。最後のバイエルン王ルートヴィヒ3世の曾孫である。出生名はマックス・エマヌエル・プリンツ・フォン・バイエルン（Max Emanuel Prinz von Bayern）であった。4人兄弟の末子で、双子の姉マリー・ガブリエーレとマリー・シャルロッテ、兄フランツとともにミュンヘン、クロアチア、ハンガリーで育った。
1944年10月に父がゲシュタポによって逮捕されると、マックス・エマヌエルら家族も連座して拘束され、ザクセンハウゼン、フロッセンビュルク、ダッハウの強制収容所で抑留生活を送った。戦後、マックス・エマヌエルはエッタル修道院付属ベネディクト会中等学校 (Benediktinergymnasium Ettal) で中等教育を修了すると、兄フランツと同じくミュンヘン大学とチューリッヒ大学で企業経営を学んだ。スイスで銀行経営を学び終えると、マックス・エマヌエルは旧バイエルン王家の財産を管理するヴィッテルスバッハ家補償基金 (Wittelsbacher Ausgleichsfonds) の経営に関わるようになった。
マックス・エマヌエルは1965年3月18日、子供のない大叔父バイエルン公ルートヴィヒ・ヴィルヘルムの養子となった。これはバイエルン王家の分枝であるバイエルン公爵家(Herzog in Bayern)の家名を保つための養子縁組であり、マックス・エマヌエルはこれ以降「ヘルツォーク・イン・バイエルン (Max Emanuel Herzog in Bayern)」を名乗るようになった。現在、母校ミュンヘン大学の顧問、そしてマルタ騎士団の地域支部の顧問を務めている。また、家族と一緒にテーゲルンゼー城およびヴィルデンヴァルト城 (Schloss Wildenwart) に暮らしている。
マックス・エマヌエルは現在のバイエルン王家家長で子供のない実兄フランツの推定相続人であるが、彼自身にも男子がないため、マックス・エマヌエルの死後は従弟（男系のみで見れば又従弟）にあたるルイトポルト (en)  とその子孫が家長を継承することになる。一方、曾祖母のオーストリア＝エステ大公女マリア・テレジアによってバイエルン王家にもたらされたジャコバイトのイングランド、スコットランド王位請求権は、マックス・エマヌエルの長女で、リヒテンシュタイン侯世子夫人のゾフィーとその子孫に受け継がれることになる。

## 子女
1967年1月24日にスウェーデン貴族のエリザベト・ドゥグラス伯爵夫人（1940年 - ）と結婚し、5人の娘をもうけた。
- ゾフィー・エリーザベト・マリー・ガブリエーレ（1967年 - ） 1993年、リヒテンシュタイン侯世子アロイスと結婚
- マリー・カロリーネ・ヘートヴィヒ・エレオノーレ（1969年 - ） 1991年、ヴュルテンベルク公フィリップ（ヴュルテンベルク王家家長カールの三男）と結婚
- へレーネ・オイゲーニエ・マリア・ドナータ・メヒティルデ（1972年 - ）
- エリーザベト・マリー・シャルロッテ・フランツィスカ（1973年 - ） 2004年、Daniel Terbergerと結婚
- マリア・アンナ・ヘンリエッテ・ガブリエーレ・ユーリエ（1975年 - ） 2007年、Klaus Runowと結婚